# Sagogn
Sagogn (hist. Sagens) – miejscowość i gmina w Szwajcarii, w kantonie Gryzonia, w regionie Surselva.

## Demografia
W Sagogn mieszka 736 osób. W 2020 roku 9% populacji gminy stanowiły osoby urodzone poza Szwajcarią. 

## Transport
Przez teren gminy przebiega droga główna nr 19. 